# The Better Wife
The Better Wife è un film muto del 1919 diretto da William P.S. Earle.

## Trama
L'americana Charmian Page si trova in Inghilterra, in visita a casa dell'amica Helen Kingdon. Qui conosce il piccolo Dick, il bambino di Sir Richard Beverly, il fratello adottivo di Helen. La giovane donna riversa tutto il suo affetto su Dick e quando Lady Beverly, la madre del bambino, muore in un incidente di macchina in cui viene coinvolto anche il piccolo, Charmian - venuta a sapere che Beverly non ha il denaro necessario - convince suo padre a pagare una costosa operazione che potrà restituire la salute al piccolo Dick.
Guarito il bambino, Richard sposa la giovane americana pensando così di fare il bene del figlio: in memoria della moglie morta, però, non ha rapporti con la seconda moglie. Charmian, che sa la verità sull'incidente nel quale è morta Lady Beverly, avvenuto dopo che la donna si era recata dall'amante, il francese de Cheveral, ne tace al marito anche quando questi l'accusa di averlo sposato solo per il titolo. I due sposi si ritroveranno solo davanti al capezzale del piccolo Dick che, essendosi ammalato, viene curato amorevolmente da Charmian. Helen, la sorella di Richard, gli apre gli occhi, rivelandogli la vera natura della moglie morta. Richard, finalmente, capisce che Charmian è la moglie migliore per lui e implora da lei il suo perdono.

## Produzione
Il film fu prodotto dalla Clara Kimball Young Film Corporation.

## Distribuzione
Distribuito dalla Select Pictures Corporation, il film uscì nelle sale cinematografiche USA il 13 luglio 1914.
Non si conoscono copie ancora esistenti della pellicola che viene considerata presumibilmente perduta.